# Platanus orientalis var. acerifolia
Platanus orientalis subsp. acerifolia é uma variedade de planta com flor pertencente à família Platanaceae. 
A autoridade científica da variedade é Aiton, tendo sido publicada em Hortus Kewensis; or, a catalogue...3: 364. 1789.

## Portugal
Trata-se de uma variedade presente no território português, nomeadamente em Portugal Continental.
Em termos de naturalidade é introduzida na região atrás indicada.

## Protecção
Não se encontra protegida por legislação portuguesa ou da Comunidade Europeia.